# Amuco de la Reforma
Amuco de la Reforma es una localidad del estado mexicano de Guerrero. Es parte del municipio de Coyuca de Catalán.

## Toponimia
El nombre «Amuco» proviene de los términos en náhuatl: amolli, amole; co, lugar. Su significado es «Lugar de amoles».

## Demografía
| Gráfica de evolución demográfica |
|                                  |

| Censo | Población |
| ----- | --------- |
| 1910  | 1 480     |
| 1921  | 771       |
| 1930  | 1 282     |
| 1940  | 1 184     |
| 1950  | 1 154     |
| 1960  | 1 649     |
| 1970  | 2 197     |
| 1980  | 2 881     |
| 1990  | 2 999     |
| 2000  | 2 754     |
| 2010  | 2 703     |
| 2020  | 2 868     |